# Яревский сельсовет
Яревский сельсовет (белор. Ярэўскі сельсавет) — упразднённая административная единица на территории Поставского района Витебской области Белоруссии. Административный центр — деревня Ярево.

## Территория
Сельсовет занимает площадь 15331,26 га. На его территории расположено 22 населённых пункта. Всего в населённых пунктах проживает 991 человек.

## История
С 28 марта 2022 года деревня Новый Двор упразднена.
7 июля 2023 года Куропольский и Яревский сельсоветы объединены в одну административно-территориальную единицу – Куропольский сельсовет, с включением в его состав земельных участков Яревского сельсовета.

## Состав
Яревский сельсовет включает 21 населённый пункт:
- Вилейты — деревня.
- Волохи — деревня.
- Дуки — деревня.
- Железнодорожная Казарма
- Забродье — деревня.
- Заготскот — хутор.
- Задевье — деревня.
- Курты — деревня.
- Литвинки — деревня.
- Можейки — деревня.
- Мольдевичи — деревня.
- Мулеры Лесные — деревня.
- Норковичи — деревня.
- Озёрки — деревня.
- Олься Большая — деревня.
- Роди — деревня.
- Свилели — деревня.
- Сивцы — деревня.
- Хотилы — агрогородок.
- Целино — деревня.
- Ярево — деревня.

Упразднённые населённые пункты:
- Бучелишки — деревня.
- Голотыльцы — деревня.
- Интока — деревня.
- Ловкишки — деревня.
- Неверишки — деревня[4].
- Новый Двор — деревня